# Nässjön (Älvdalens socken, Dalarna)
Nässjön (älvdalska: Nessju’nn eller Nessjunn) är en sjö i Älvdalens kommun i Dalarna och ingår i Dalälvens huvudavrinningsområde. Sjön är 15 meter djup, har en yta på 1,91 kvadratkilometer och befinner sig 238,4 meter över havet. Sjön avvattnas av vattendraget Vasslen (älvdalska: Wasslę).

## Delavrinningsområde
Nässjön ingår i det delavrinningsområde (679606-140984) som SMHI kallar för Utloppet av Nässjön. Medelhöjden är 380 meter över havet och ytan är 37,79 kvadratkilometer. Det finns inga avrinningsområden uppströms utan avrinningsområdet är högsta punkten. Vasslen som avvattnar avrinningsområdet har biflödesordning 3, vilket innebär att vattnet flödar genom totalt 3 vattendrag innan det når havet efter 363 kilometer. Avrinningsområdet består mestadels av skog (77 procent). Avrinningsområdet har 1,91 kvadratkilometer vattenytor vilket ger det en sjöprocent på 5,1 procent. Bebyggelsen i området täcker en yta av 1,03 kvadratkilometer eller 3 procent av avrinningsområdet.